# رولز-رویس فانتوم ۷

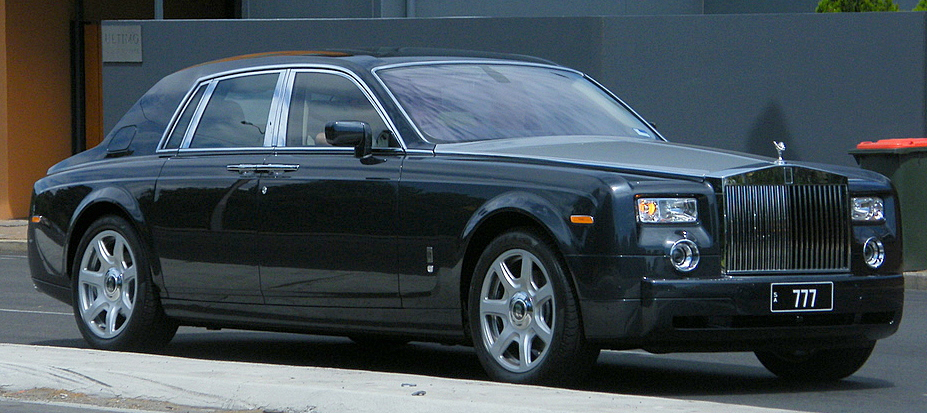

رولز-رویس فانتوم ۷ (Rolls-Royce Phantom VII) خودرویی است که از سال ۲۰۰۳ تا ۲۰۱۸ تولید شده‌است. طراحی آن خودروهای موتور جلو-محور عقب بوده‌است. سیستم جعبه‌دندهٔ آن ۶ دنده به صورت خودکار است.